# Lucio Caninio Galo (cónsul 2 a. C.)
Lucio Caninio Galo (en latín: Lucius Caninius Gallus; fl. finales del siglo I a. C. – principios del siglo I) fue un senador romano que vivió a finales del siglo I a. C., y principios del siglo I, y desarrolló su cursus honorum bajo los reinados de Augusto y Tiberio. fue cónsul sufecto en 2 a. C. junto con Gayo Fufio Gémino

## Biografía
Caninio Galo de la gens plebeya Caninia. Originario de Tusculum, era el ya bien el hijo o el nieto de Lucio Caninio Galo, cónsul en el año 37 a. C. El estema que aparece en una inscripción en memoria de su hija, Caninia Galla, sugiere que lo más probable es que fuera el hijo en vez del nieto del cónsul del año 37, en contra de lo afirmado por Syme.
Galo fue triumvir monetalis en el año 12 a. C. Se desconocen los detalles sobre carrera como pretor, aunque se especula que fue un edil en Tusculum en algún momento.
A principios del año 2 a. C. Galo fue nombrado cónsul sufecto, en sustitución de Marco Plaucio Silvano, teniendo al emperador Augusto como colega consular durante un tiempo, antes de que renunciase a su consulado ese mismo año. Esto indica que Galo era tenido en alta estima por el régimen gobernante. Fue el coautor de la Lex Fufia Caninia, junto con su nuevo compañero consular Cayo Fufio Gémino, que restringía la manumisión de esclavos.
Seguramente en torno al año 8 o 9, Galo fue nombrado gobernador de África. Bajo el siguiente emperador, Tiberio, fue el presidente del curatores alvei Tiberis et riparum et cloacarum urbis, los oficiciales responsables del mantenimiento de las riberas del río Tíber y de las cloacas de la ciudad de Roma.
Galo fue un miembro de los quindecimviri sacris faciundis. En el año 32 solicitó al senado que votase una resolución para incluir una nueva colección de los oráculos sibilinos en la colección oficial del estado de libros sibilinos. A pesar de que el senado aceptó, el emperador Tiberio reprendió a Caninio Galo por ser impulsivo y no seguir los cauces religiosos apropiados, y la cuestión  fue remitida a todos los miembros del colegio de los quindecimviri sacris faciundis.
Galo fue también un miembro del colegio de los arvales, alcanzando el cargo de magister en el año 36.